# هانكوك (مين)
هانكوك (بالإنجليزية: Hancock, Maine)‏ هي معلم جغرافي تقع في الولايات المتحدة في Hancock County. يقدر عدد سكانها بـ 2,394 نسمة ومساحتها 100.67 كم2 وترتفع عن سطح البحر 29 متر.

## التركيبة السكانية
قام مكتب تعداد الولايات المتحدة بتحديد بيانات التركيبة السكانية لهانكوك في تعداد الولايات المتحدة. في ما يلي، التركيبة السكانية حسب تعدادي 2000 و2010.

### تعداد عام 2000
بلغ عدد سكان هانكوك 2,147 نسمة بحسب تعداد عام 2000، وبلغ عدد الأسر 927 أسرة وعدد العائلات 596 عائلة مقيمة في البلدة. في حين سجلت الكثافة السكانية 72.0 نسمة لكل ميل مربع (27.8/كم2). وبلغ عدد الوحدات السكنية 1,200 وحدة بمتوسط كثافة قدره 40.2 نسمة لكل ميل مربع (15.5/كم2).
وتوزع التركيب العرقي للبلدة بنسبة 97.39% من البيض و 0.42% من الأمريكيين الأصليين و 0.47% من الأمريكيين ذوي الأصول الآسيوية و 0.05% من سكان جزر المحيط الهادئ و 0.33% من الأمريكيين الأفارقة و 1.21% من عرقين مختلطين أو أكثر.
بلغ عدد الأسر 927 أسرة كانت نسبة 30.0% منها لديها أطفال تحت سن الثامنة عشر تعيش معهم، وبلغت نسبة الأزواج القاطنين مع بعضهم البعض 50.5% من أصل المجموع الكلي للأسر، ونسبة 9.9% من الأسر كان لديها معيلات من الإناث دون وجود شريك، وكانت نسبة 35.6% من غير العائلات. تألفت نسبة 27.8% من أصل جميع الأسر من أفراد ونسبة 11.7% كانوا يعيش معهم شخص وحيد يبلغ من العمر 65 عاماً فما فوق. وبلغ متوسط حجم الأسرة المعيشية 2.77، أما متوسط حجم العائلات فبلغ 2.31.
بلغ العمر الوسطي للسكان 39 عاماً. وكانت نسبة 23.6% من القاطنين تحت سن الثامنة عشر، وكانت نسبة 6.1% بين الثامنة عشر والأربعة وعشرون عاماً، ونسبة 30.5% كانت واقعةً في الفئة العمرية ما بين الخامسة والعشرون حتى والأربعة وأربعون عاماً، ونسبة 23.7% كانت ما بين الخامسة والأربعون حتى الرابعة والستون، ونسبة 16.2% كانت ضمن فئة الخامسة والستون عاماً فما فوق. يوجد لكل 100 أنثى 92.4 ذكر، ويوجد لكل 100 أنثى في الثامنة عشر من عمرها فما فوق 91.5 ذكر.
بلغ متوسط دخل الأسرة في البلدة 32,778 دولار، أما متوسط دخل العائلة فبلغ 36,855 دولار. وكان متوسط دخل الذكور 27,448 دولار مقابل 21,031 دولار للإناث. وسجل دخل الفرد الخاص بالبلدة 17,339 دولار. وكانت نسبة 6.9% من العائلات ونسبة 9.9% من السكان تحت خط الفقر، وكان من هؤلاء نسبة 12.3% تحت سن الثامنة عشر ونسبة 8.9% في الخامسة والستين من العمر وما فوق.

### تعداد عام 2010
بلغ عدد سكان هانكوك 2,394 نسمة بحسب تعداد عام 2010، وبلغ عدد الأسر 1,044 أسرة وعدد العائلات 670 عائلة مقيمة في البلدة. في حين سجلت الكثافة السكانية 79.7 نسمة لكل ميل مربع (30.8/كم2). وبلغ عدد الوحدات السكنية 1,437 وحدة بمتوسط كثافة قدره 47.8 لكل ميل مربع (18.5/كم2).
وتوزع التركيب العرقي للبلدة بنسبة 96.6% من البيض و 0.5% من الأمريكيين الأصليين و 0.7% من الأمريكيين ذوي الأصول الآسيوية و 0.5% من الأمريكيين الأفارقة و 1.6% من عرقين مختلطين أو أكثر.
بلغ عدد الأسر 1,044 أسرة كانت نسبة 29.1% منها لديها أطفال تحت سن الثامنة عشر تعيش معهم، وبلغت نسبة الأزواج القاطنين مع بعضهم البعض 49.4% من أصل المجموع الكلي للأسر، ونسبة 9.8% من الأسر كان لديها معيلات من الإناث دون وجود شريك، بينما كانت نسبة 5.0% من الأسر لديها معيلون من الذكور دون وجود شريكة وكانت نسبة 35.8% من غير العائلات. تألفت نسبة 28.4% من أصل جميع الأسر من أفراد ونسبة 12.6% كانوا يعيش معهم شخص وحيد يبلغ من العمر 65 عاماً فما فوق. وبلغ متوسط حجم الأسرة المعيشية 2.73، أما متوسط حجم العائلات فبلغ 2.28.
بلغ العمر الوسطي للسكان 44 عاماً. وكانت نسبة 20% من القاطنين تحت سن الثامنة عشر، وكانت نسبة 7.5% بين الثامنة عشر والأربعة وعشرون عاماً، ونسبة 23.8% كانت واقعةً في الفئة العمرية ما بين الخامسة والعشرون حتى والأربعة وأربعون عاماً، ونسبة 30.8% كانت ما بين الخامسة والأربعون حتى الرابعة والستون، ونسبة 17.8% كانت ضمن فئة الخامسة والستون عاماً فما فوق. وتوزع التركيب الجنسي للسكان بنسبة 48.7% ذكور و51.3% إناث.